# Imanol Arias
Manuel María Arias Domínguez (Riaño, 26 de abril de 1956), conocido como Imanol Arias, es un actor español que destaca en el cine en la década de 1980 con títulos como La muerte de Mikel o El Lute: camina o revienta (Concha de Plata al mejor actor en el Festival de San Sebastián). Es muy popular por su trabajo en las series de televisión Anillos de oro, Brigada Central y sobre todo Cuéntame cómo pasó.

## Trayectoria
Nace en 1956 en Riaño. Pasa su infancia y juventud en la localidad vizcaína de Ermua, a donde se traslada su familia por motivos laborales. Esto ha hecho que Imanol esté fuertemente arraigado en el País Vasco y en la cultura vasca, llegando a considerarse a sí mismo como un actor vasco. Además es un ferviente seguidor del Athletic Club.
Comienza la carrera de Maestría Industrial en Electrónica en la Escuela de Armería de Formación Profesional de Éibar, estudios que abandona para dedicarse definitivamente a la interpretación, integrando varias compañías de teatro independiente en el País Vasco. Participa en el montaje de El sombrero de tres picos, de Pedro Antonio de Alarcón, que gana el Premio Nacional de Teatro de las universidades laborales de España.
En 1975 viaja a Madrid con el deseo de introducirse en el ambiente artístico de la capital. Trabaja como figurante en el Teatro de la Zarzuela, pero no logra matricularse en la Escuela de Arte Dramático y las dificultades económicas que atraviesa le obligan a resguardarse algunas noches en el metro madrileño. En 1976 aparece en un pequeño papel en la película La Corea, de Pedro Olea y, con la ayuda del actor Juan Diego, consigue personajes con frase en los montajes de teatro La vida es sueño y Los cuernos de don Friolera, dirigidos por José Tamayo.
Con la creación en 1978 del Centro Dramático Nacional, fundado por Adolfo Marsillach, es contratado para intervenir en tres de sus primeras obras: Bodas que fueron famosas del Pingajo y la Fandanga, Retrato de dama con perrito y Sopa de pollo con cebada. Su trabajo adquiere ya carácter profesional, entra en contacto con Miguel Narros y coincide con actores de renombre como José Bódalo, Irene Gutiérrez Caba o Berta Riaza. 
En 1980 viaja a Cuba para interpretar su primer papel cinematográfico protagonista en Cecilia, cinta dirigida por Humberto Solás que se presenta en el Festival de Cannes en 1982. Ese año encadena los rodajes de cuatro películas importantes: Laberinto de pasiones, de Pedro Almodóvar; La colmena, de Mario Camus; Demonios en el jardín, de Manuel Gutiérrez Aragón y Bearn o La sala de las muñecas, de Jaime Chávarri. 
En 1983 aumenta su popularidad al emitirse la serie de televisión Anillos de oro, que protagoniza junto a su autora, Ana Diosdado.
Se convierte en uno de los intérpretes más solicitados del cine español de la época: coincidió en la pantalla con rostros también jóvenes como Ana Belén, Ángela Molina y Victoria Abril y actores consagrados como Fernando Rey, Amparo Soler Leal o Francisco Rabal. Interpreta el complejo personaje de un homosexual ligado al movimiento independentista vasco en La muerte de Mikel, de Imanol Uribe, y a un introvertido científico en Tiempo de silencio, de Vicente Aranda, con quien inicia una colaboración que se extiende a otros cuatro títulos: El Lute: camina o revienta (1987), El Lute II: mañana seré libre (1988), El amante bilingüe e Intruso (ambas de 1993).
En 1987 y 1988 consigue el reconocimiento unánime de crítica y público encarnando a Eleuterio Sánchez en las dos entregas de El Lute. Gana la Concha de Plata al mejor actor en el Festival de San Sebastián y recibe sendas nominaciones a los Premios Goya. También trabaja en la adaptación al cine de Divinas palabras, a cargo de José Luis García Sánchez.
En 1989 regresa al teatro para interpretar Comedia sin título, de Federico García Lorca, bajo la dirección de Lluís Pasqual. En la temporada siguiente protagoniza Calígula, de Albert Camus, un montaje que en 1994 tiene especial éxito en Argentina, país en el que ya era muy popular desde 1984 por la película Camila, de María Luisa Bemberg, nominada al Óscar de Hollywood como mejor película de habla no inglesa.
Paralelamente vuelve a la televisión con la serie policíaca Brigada Central (Pedro Masó, 1989), que obtiene buenos resultados de audiencia. En 1992 se emite una segunda temporada en la que retoma el personaje del comisario Flores, pero sin relación argumental con la primera.
Por su último trabajo con Vicente Aranda en Intruso (1993), logra una cuarta nominación al Goya, que en esa ocasión gana Juan Echanove por Madregilda. En 1995 repite con Pedro Almodóvar en un papel secundario en La flor de mi secreto, junto a Marisa Paredes y en 1996 hace su primera incursión en la dirección cinematográfica con el thriller Un asunto privado, que cuenta con Pastora Vega y Antonio Valero en los papeles principales. 
En 1997 protagoniza junto a Emma Suárez la serie de televisión Querido maestro, en la que también interviene Ana Duato, actriz muy ligada a su trayectoria posterior. Tras encarnar al científico Severo Ochoa y a su esposa en una producción de Televisión Española, Arias y Duato forman el matrimonio Alcántara en la exitosa serie Cuéntame cómo pasó, fue emitida desde el 13 de septiembre de 2001 hasta el 29 de noviembre de 2023 (la más longeva de la historia de la televisión generalista en España). Antonio Alcántara se convierte en uno de los personajes más populares y reconocidos de su trayectoria. 
En 2021 participa como protagonista del video musical “Cuando olvidaré” del disco El Madrileño de C. Tangana donde interpreta un alegato en defensa de la música española en la voz original de Pepe Blanco.
En 2003 presta su voz al rey Baltasar en la película animada Los Reyes Magos y en 2006 rueda a las órdenes de Josetxo San Mateo la comedia La semana que viene (sin falta). En 2010 estrena la película Pájaros de papel, de Emilio Aragón.
En reconocimiento a su extensa carrera cinematográfica, recibe en 2003 el Premio Málaga otorgado en el marco del Festival de Cine Español de Málaga e inaugura un monolito en su honor en el Paseo Antonio Banderas de la ciudad andaluza.

## Vida privada
Imanol Arias contrajo matrimonio hacia 1980 con la actriz Socorro Anadón, pero se separaron al poco tiempo. Tiene dos hijos: Jon (1987) y Daniel (2001), nacidos de su relación con la actriz Pastora Vega, de quien, tras 25 años de relación (1984-2009), se separó. Paralelamente a su carrera de actor, participa en diversas acciones de carácter humanitario y gestos por la paz en el País Vasco, además de ser elegido por UNICEF como embajador especial y pertenecer a varias ONG. También es dueño de su propia productora.
En mayo de 2016 se le abrió una investigación judicial por la presunta comisión de delitos de fraude fiscal y blanqueo de capitales. El actor llegó finalmente a un acuerdo con la Fiscalía en 2024 por el que reconocía cinco delitos fiscales por haber defraudado 2 023 909 euros entre 2010 y 2014, y aceptó una condena de 26 meses de cárcel, aunque esta fue suspendida y no ingresó en prisión.

## Filmografía
| Año  | Película                                           | Personaje                   | Director                              |
| ---- | -------------------------------------------------- | --------------------------- | ------------------------------------- |
| 1976 | La Corea                                           |                             | Pedro Olea                            |
| 1980 | Elisita                                            | Chico en parque             | Juan Caño Arecha                      |
| 1981 | Cecilia                                            | Leonardo                    | Humberto Solas                        |
| 1982 | Laberinto de pasiones                              | Riza Niro                   | Pedro Almodóvar                       |
| 1982 | Demonios en el jardín                              | Juan                        | Manuel Gutiérrez Aragón               |
| 1982 | Juanita la Larga                                   | Antoñito                    | Eugenio Martín                        |
| 1982 | La colmena                                         | Novio de Victoria           | Mario Camus                           |
| 1983 | Bearn o La sala de las muñecas                     | Don Juan                    | Jaime Chávarri                        |
| 1984 | Fuego eterno                                       |                             | José Ángel Rebolledo                  |
| 1984 | Camila                                             | Ladislao Gutiérrez          | María Luisa Bemberg                   |
| 1984 | La muerte de Mikel                                 | Mikel                       | Imanol Uribe                          |
| 1985 | Lulú de noche                                      | Rufo                        | Emilio Martínez Lázaro                |
| 1985 | Luces de Bohemia                                   | Preso Catalán               | Miguel Ángel Diez                     |
| 1986 | Bandera Negra                                      | Esteban                     | Pedro Olea                            |
| 1986 | Tiempo de silencio                                 | Dr. Pedro Martín            | Vicente Aranda                        |
| 1987 | El Lute: camina o revienta                         | Eleuterio Sánchez "El Lute" | Vicente Aranda                        |
| 1987 | Divinas palabras                                   | Séptimo Miau                | José Luis García Sánchez              |
| 1987 | Cinématon #937 (Documental)                        | Imanol Arias                | Gérard Courant                        |
| 1988 | El Lute II: Mañana seré libre                      | Eleuterio Sánchez "El Lute" | Vicente Aranda                        |
| 1990 | A solas contigo                                    | Javier                      | Eduardo Campoy                        |
| 1991 | Bienvenido a Veraz                                 | Paco                        | Xavier Castano                        |
| 1992 | Una mujer bajo la lluvia                           | Ramón                       | Gerardo Vera                          |
| 1993 | El amante bilingüe                                 | Juan                        | Vicente Aranda                        |
| 1993 | Tierno verano de lujurias y azoteas                | Doria                       | Jaime Chávarri                        |
| 1993 | Tango Feroz: la leyenda de Tanguito                | Ángel                       | Marcelo Piñeyro                       |
| 1993 | Ivorsi (Cortometraje)                              |                             | Josep M. Canyameras                   |
| 1993 | Intruso                                            | Ángel                       | Vicente Aranda                        |
| 1994 | Sálvate si puedes                                  | Roberto                     | Joaquín Trincado                      |
| 1994 | Todos los hombres sois iguales                     | Juan Luis                   | Manuel Gómez Pereira                  |
| 1995 | La flor de mi secreto                              | Paco                        | Pedro Almodóvar                       |
| 1996 | Un asunto privado                                  | No actúa                    | Imanol Arias                          |
| 1996 | La leyenda de Balthasar el castrado                | Duque de Arcos              | Juan Miñón                            |
| 1996 | A tres bandas                                      | Scalesi                     | Enrico Coletti                        |
| 1996 | Territorio comanche                                | Mikel Uriarte               | Gerardo Herrero                       |
| 1996 | Ilona llega con la lluvia                          | Abdul                       | Sergio Cabrera                        |
| 1996 | Rigor mortis                                       | Asesino                     | Koldo Azkarreta                       |
| 1996 | En brazos de la mujer madura                       | Dávalos                     | Manuel Lombardero                     |
| 1996 | África                                             | Arturo                      | Alfonso Ungría                        |
| 1997 | Buenos Aires me mata                               | Condesa Pavlova             | Beda Docampo Feijóo                   |
| 2000 | Quiero morir                                       |                             | Toni Meca                             |
| 2000 | Amigos de Jesús: María Magdalena                   | Amos                        | Elisabetta Marchetti, Raffaele Mertes |
| 2000 | Esperando al Mesías                                | Baltasar                    | Daniel Burman                         |
| 2000 | La voz de su amo                                   | Sacristán                   | Emilio Martínez Lázaro                |
| 2001 | Una casa con vistas al mar                         | Tomás Alonso                | Alberto Arvelo                        |
| 2001 | Salvajes                                           | Eduardo                     | Carlos Molinero                       |
| 2003 | Besos de gato                                      | Anchoas                     | Rafael Alcázar                        |
| 2003 | Los Reyes Magos                                    | Baltasar (voz)              | Antonio Navarro                       |
| 2004 | Laura (Cortometraje)                               |                             | Tote Trenas                           |
| 2004 | Enigma colón (Documental)                          | Narrador                    | Lisa Harney                           |
| 2006 | La semana que viene (sin falta)                    | Teo Morales                 | Josetxo San Mateo                     |
| 2006 | Circuitos Diego (Documental)                       | Imanol Arias                | Alberto Leal                          |
| 2007 | Lo que tiene el otro                               |                             | Miguel Perelló                        |
| 2007 | Final (Cortometraje)                               | Samuel                      | Hugo Martín Cuervo                    |
| 2007 | Nocturna, una aventura mágica                      | Pastor de gatos (voz)       | Víctor Maldonado                      |
| 2008 | Rif 1921, una historia olvidada (Documental)       | Imanol                      | Manuel Horrillo                       |
| 2010 | Pájaros de papel                                   | Jorge del Pino              | Emilio Aragón                         |
| 2011 | Mi primera boda                                    | Miguel Ángel Bernardo       | Ariel Winograd                        |
| 2013 | Libertador                                         | Juan Domingo de Monteverde  | Alberto Arvelo                        |
| 2013 | Vicente Ferrer                                     | Vicente Ferrer              | Vicente Ferrer Moncho                 |
| 2014 | Murieron por encima de sus posibilidades           | Gerardo                     | Isaki Lacuesta                        |
| 2014 | Torrente 5: Operación Eurovegas                    | Piloto de avión             | Santiago Segura                       |
| 2015 | Anacleto: Agente secreto                           | Anacleto                    | Javier Ruiz Caldera                   |
| 2015 | Eva no duerme                                      | Pedro Ara Sarriá            | Pablo Agüero                          |
| 2015 | Incidencias                                        | Benemárita                  | José Corbacho, Juan Cruz              |
| 2017 | despido procedente                                 | Javier                      | Lucas Figueroa                        |
| 2017 | El sueño del califa                                | Sultán                      | Souheil Ben-Barka                     |
| 2018 | La última palabra                                  | Frank Lusto                 | Iván Mazza                            |
| 2019 | Sordo                                              | Sargento Castillo           | Alfonso Cortés-Cavanillas             |
| 2019 | Legado en los huesos                               | Padre Sarasola              | Fernando González Molina              |
| 2020 | Ofrenda a la tormenta                              | Padre Sarasola              | Fernando González Molina              |
| 2020 | Retrato de la mujer blanca con pelo cano y arrugas | Pianista                    | Iván Ruiz Flores                      |
| 2024 | La bandera                                         | Tomás                       | Hugo Martín Cuervo                    |

## Televisión

### Series
| Año         | Serie                                  | Canal           | Personaje                    | Notas         |
| ----------- | -------------------------------------- | --------------- | ---------------------------- | ------------- |
| 1979        | Estudio 1                              | La 1            |                              | 1 episodio    |
| 1981        | Cervantes                              | La 1            | Cardenal Aquaviva            | 1 episodio    |
| 1982        | Juanita la larga                       | La 1            | Antoñuelo                    | Telefilme     |
| 1983        | Anillos de oro                         | La 1            | Ramón                        | 13 episodios  |
| 1988        | Historias del otro lado                | La 1            | Julio                        | 1 episodio    |
| 1989 - 1990 | Brigada Central                        | La 1            | Manuel Flores                | 14 episodios  |
| 1990        | La mujer de tu vida                    | La 1            | Actor                        | 1 episodio    |
| 1992        | Brigada Central 2: La guerra blanca    | La 1            | Comisario Flores             | 12 episodios  |
| 1994        | Arnau                                  | TV3             | Yazid                        | 3 episodios   |
| 1994        | Los ladrones van a la oficina          | Antena 3        |                              | 1 episodio    |
| 1997 - 1998 | Querido maestro                        | Telecinco       | Mario Fuentes                | 40 episodios  |
| 1999        | Camino de Santiago                     | Antena 3        | Xoan Castro                  | 3 episodios   |
| 2001        | Dime que me quieres                    | Antena 3        | Guillermo                    | 12 episodios  |
| 2001        | Severo Ochoa. La conquista de un Nobel | La 1            | Severo Ochoa                 | 2 episodios   |
| 2001 - 2023 | Cuéntame cómo pasó                     | La 1            | Antonio Alcántara Barbadillo | 420 episodios |
| 2003        | Atrapados                              | Canal Nou       | Doctor                       | Telefilme     |
| 2005        | Mentiras                               | TV3 / Canal Nou | Fabián                       | Telefilme     |
| 2008        | El espíritu de la democracia           | La 1            | Antonio Alcántara            | Telefilme     |
| 2013        | Vicente Ferrer                         | La 1            | Vicente Ferrer               | Telefilme     |
| 2017 - 2019 | Velvet Colección                       | #0              | Eduard Godó                  | 21 episodios  |
| 2025        | El mejor infarto de mi vida            | Disney+         | Yayo                         | ¿? capítulos  |

### Programas
- Un país para comérselo (La 1 de TVE, 2010-2013).
- Campanadas de fin de año (La 1 de TVE, 2012).
- Telepasión Española (La 1 de TVE, 2003).

## Obras de teatro
- La vida es sueño (1976).
- Los cuernos de Don Friolera (1976).
- Los gigantes de la montaña (1977).
- Bodas que fueron famosas del Pingajo y la Fandanga (1978).
- Retrato de dama con perrito (1979).
- Sopa de pollo con cebada (1979).
- Sueño de una noche de verano (1980).
- Comedia sin título (1989).
- Calígula (dir. José Tamayo) (Madrid, 1990).
- Calígula (dir. Rubén Szuchmacher) (Buenos Aires, 1994).
- La vida a palos (2018).
- El coronel no tiene quien le escriba (2020).
- La muerte de un viajante (2021).

## Videojuegos
- (Battlefield 4) - Doblaje del comandante Capitán Garrison de la USS Valkyrie (2013)

## Premios y candidaturas
Festival Internacional de Cine de San Sebastián
| Año  | Categoría                      | Película                   | Resultado |
| ---- | ------------------------------ | -------------------------- | --------- |
| 1987 | Concha de Plata al mejor actor | El Lute: camina o revienta | Ganador   |

Premios Goya
| Año  | Categoría                                   | Película                      | Resultado |
| ---- | ------------------------------------------- | ----------------------------- | --------- |
| 1987 | Mejor interpretación masculina protagonista | El Lute: camina o revienta    | Nominado  |
| 1988 | Mejor interpretación masculina protagonista | El Lute II: mañana seré libre | Nominado  |
| 1990 | Mejor interpretación masculina protagonista | A solas contigo               | Nominado  |
| 1993 | Mejor interpretación masculina protagonista | Intruso                       | Nominado  |

Fotogramas de Plata
| Año  | Categoría                      | Trabajo                                                                       | Resultado |
| ---- | ------------------------------ | ----------------------------------------------------------------------------- | --------- |
| 2008 | Mejor actor de televisión      | Cuéntame cómo pasó                                                            | Nominado  |
| 2007 | Mejor actor de televisión      | Cuéntame cómo pasó                                                            | Nominado  |
| 2005 | Mejor actor de televisión      | Cuéntame cómo pasó                                                            | Nominado  |
| 2003 | Mejor actor de televisión      | Cuéntame cómo pasó                                                            | Nominado  |
| 2002 | Mejor actor de televisión      | Cuéntame cómo pasó                                                            | Ganador   |
| 2001 | Mejor actor de televisión      | Cuéntame cómo pasó Dime que me quieres Severo Ochoa. La conquista de un Nobel | Ganador   |
| 1997 | Mejor actor de televisión      | Querido maestro                                                               | Ganador   |
| 1992 | Mejor actor de televisión      | Brigada Central 2: La guerra blanca                                           | Nominado  |
| 1990 | Mejor intérprete de teatro     | Calígula                                                                      | Ganador   |
| 1989 | Mejor intérprete de televisión | Brigada Central                                                               | Nominado  |
| 1989 | Mejor intérprete de teatro     | Comedia sin título                                                            | Nominado  |
| 1987 | Mejor actor de cine            | El Lute: camina o revienta                                                    | Ganador   |
| 1984 | Mejor actor de cine            | La muerte de Mikel                                                            | Nominado  |
| 1983 | Mejor actor de cine            | Bearn o La sala de las muñecas                                                | Nominado  |
| 1983 | Mejor intérprete de televisión | Anillos de oro                                                                | Nominado  |
| 1982 | Mejor actor de cine            | Demonios en el jardín Laberinto de pasiones                                   | Nominado  |

TP de Oro
| Categoría   | Serie                                  | Año  | Resultado |
| ----------- | -------------------------------------- | ---- | --------- |
| Mejor actor | Cuéntame cómo pasó                     | 2011 | Nominado  |
| Mejor actor | Cuéntame cómo pasó                     | 2010 | Nominado  |
| Mejor actor | Cuéntame cómo pasó                     | 2009 | Nominado  |
| Mejor actor | Cuéntame cómo pasó                     | 2008 | Ganador   |
| Mejor actor | Cuéntame cómo pasó                     | 2007 | Ganador   |
| Mejor actor | Cuéntame cómo pasó                     | 2006 | Ganador   |
| Mejor actor | Cuéntame cómo pasó                     | 2005 | Nominado  |
| Mejor actor | Cuéntame cómo pasó                     | 2004 | Nominado  |
| Mejor actor | Cuéntame cómo pasó                     | 2003 | Ganador   |
| Mejor actor | Cuéntame cómo pasó                     | 2002 | Ganador   |
| Mejor actor | Cuéntame cómo pasó Dime que me quieres | 2001 | Ganador   |
| Mejor actor | Querido maestro                        | 1997 | Nominado  |
| Mejor actor | Brigada Central                        | 1990 | Ganador   |
| Mejor actor | El Lute                                | 1989 | Ganador   |
| Mejor actor | Anillos de oro                         | 1983 | Ganador   |

Premios ACE (Nueva York)
| Año  | Categoría                | Película                   | Resultado |
| ---- | ------------------------ | -------------------------- | --------- |
| 1985 | Mejor actor secundario   | Demonios en el jardín      | Ganador   |
| 1989 | Mejor actor protagonista | El Lute: camina o revienta | Ganador   |

Premios Sant Jordi de Cinematografía
| Año  | Categoría                           | Resultado |
| ---- | ----------------------------------- | --------- |
| 2016 | Premio a la trayectoria profesional | Ganador   |

Otros
- Distinción Lan Onari otorgada por el Gobierno vasco en reconocimiento a su trabajo (2010).
- Condecorado con la orden Wissam Al-Alaoui de Marruecos (2008).
- Medalla de Oro al Mérito en las Bellas Artes (2008)
- Premio honorífico Ciudad de Huelva. Festival de Cine Iberoamericano de Huelva (2003).
- Premio Málaga a la trayectoria cinematográfica. Festival de Cine Español de Málaga (2003).
- Premio de Honor "Ciudad de Alicante". Festival de Cine de Alicante (2005).
- Premios Emmy Internacional
  - Semifinalista europeo mejor actor de televisión (2005)

- Premios de la Academia de la Televisión de España
  - Mejor interpretación masculina (2002)
  - Candidato mejor interpretación masculina (2003, 2004, 2005, 2006, 2007, 2008, 2009)

- Premios de la Unión de Actores
  - Candidato mejor actor de televisión (1993, 1997, 2002, 2003, 2004, 2005, 2006, 2007, 2010)

- Premio Nacional de Cinematografía Nacho Martínez del Festival Internacional de Cine de Gijón (2014).